# 三枝充悳
三枝 充悳（さいぐさ みつよし、1923年4月18日 - 2010年10月19日）は、日本の仏教学者。専門は、仏教学・インド哲学。筑波大学名誉教授。

## 経歴
1923年、静岡県静岡市生まれ。静岡県立静岡中学校に学ぶ。第一高等学校在学中、1943年、学徒出陣するが内地勤務で敗戦を迎えた。
戦後は東京大学文学部哲学科へ進み、学部卒業後は同大学院（旧制）修了。卒業後は母校の東京大学助手となった。ミュンヘン大学に留学、1962年にPh.Dを取得し帰国。帰国後、國學院大學助教授に就任。1971年、『東洋思想と西洋思想』を國學院大学に提出して文学博士号を取得した。
1975年より筑波大学教授。1987年に定年退官し、名誉教授となった。その後は日本大学教授をつとめ、また東方学院長もつとめた。曹洞宗永平寺で得度をした禅僧でもある。
2010年10月19日、肺炎のため東京都世田谷区の病院で死去。87歳没。

## 受賞・栄典
- 2000年春：勲三等瑞宝章受勲[4]。

## 家族・親族
- 父 三枝恵作 - 海軍軍医中尉
- 兄 三枝康高 - 文芸評論 静岡大学教授
- 兄 三枝正裕 - 心臓血管外科学 東京大学教授

## 著書
- 東洋思想と西洋思想 比較思想序論 春秋社 1969
- 佛典講座 27 三論玄義 吉蔵 大蔵出版 1971、新装版2006
- 般若経の真理 春秋社（現代人の仏教・仏典）1971
- 人間その価値と存在 国土社 1972
- 仏教小年表 大蔵出版 1973
- 大智度論の物語 1・2[5] 第三文明社（レグルス文庫）1973-1977
- インド仏教思想史 第三文明社（レグルス文庫）1975 / 講談社学術文庫 2013.9
- 初期仏教の思想 東洋哲学研究所 1978.7 / レグルス文庫（改訂版 全3巻）1995
- 比較思想序論 比較思想論集1 春秋社 1982.3
- 東と西の思想 比較思想論集2 春秋社 1982.10
- 龍樹・親鸞ノート 法蔵館 1983.7
- 仏教と西洋思想 比較思想論集3 春秋社 1983.2
- 仏教モノローグ 青土社 1983.12
- ヴァスバンドゥ 講談社〈人類の知的遺産14〉 1983.2 /「世親」講談社学術文庫 2004.3
- 中論偈頌総覧 第三文明社 1985.12
- 阿含経を読む 青土社（上・下） 1989.11
- 仏教入門 岩波新書 1990.1
- ブッダとサンガ <初期仏教>の原像 法藏館 1999.8 / 同・文庫 2021.3
- 随想仏教と世間と 第三文明社 1999.3
- 縁起の思想 法藏館 2000.7
- 大乗とは何か 法藏館 2001.6 / ちくま学芸文庫 2016.5

### 著作集
- 三枝充悳著作集 全8巻、法藏館 2004-2005

1. 仏教概説
2. 初期仏教の思想
3. バウッダ
4. 縁起の思想
5. 龍樹
6. 仏教の宗教観・人間観
7. 比較思想論Ⅰ
8. 比較思想論Ⅱ

### 共編著
- 講座 仏教思想 全7巻 理想社 1974-1982
- 東洋文化と日本 今井淳共編 ぺりかん社 1975
- 人間とは何か ひとつの比較思想 玉城康四郎共編 第三文明社（レグルス文庫） 1978.3
- 仏教と精神分析 岸田秀共著 小学館 1982.9 / レグルス文庫 1997
- 仏教の思想 対談集 春秋社 1986.4
- バウッダ 佛教 中村元共著 小学館 1987.3、同ライブラリー 1996 / 講談社学術文庫 2004
- インド仏教人名辞典 法蔵館 1987.3

### 翻訳
- 東洋思想と西洋哲学 比較哲学論集 C.A.ムーア編 理想社 1956
- 法華経 現代語訳 第三文明社（レグルス文庫 全3巻） 1974、単行判（全1巻） 1978
- カント全集 第15巻 自然地理学 イマヌエル・カント 理想社 1975
- 中論 縁起・空・中の思想 第三文明社（レグルス文庫 全3巻） 1984.3
- インド仏教思想史 S.ラーダークリシュナン 羽矢辰夫共訳 大蔵出版 1985.12、新装版2001.7
- ダンマパダ 「法句経」 青土社 1989.6
- 新国訳大蔵経 阿含部 1 長阿含経 1 大蔵出版 1993.8
- ブッダの入滅 現代語訳「阿含経」 青土社 2000.11

## 論文
- CiNii>三枝充悳
- INBUDS>三枝充悳
- 東洋哲学研究所